# 이연두
이연두(본명:이현경, 1984년 6월 20일 ~ )는 대한민국의 배우이다.

## 학력
- 공항고등학교
- 동아방송예술대학

## 연기 활동

### 드라마
- 2006년 MBC 수목드라마 《궁》 ... 박나인 역
- 2007년 SBS 금요드라마 《연인이여》 ... 홍장미 역
- 2008년 KBS 2TV 월화드라마 《강적들》
- 2008년 MBC 주말드라마 《내 인생의 황금기》 ... 조민선 역
- 2009년 MBC 수목드라마 《신데렐라 맨》 ... 강윤정 역
- 2009년 MBC 일일연속극 《살맛 납니다》 ... 혜원 역
- 2011년 JTBC 주말연속극 《인수대비》 ... 안순왕후 역
- 2015년 OCN 토요드라마 《실종느와르 M》 ... 정선미 / 김정희 역
- 2015년 MBC 주말 특별기획 《내 딸, 금사월》 ... 강달래 역
- 2016년 MBC 수목드라마 《한 번 더 해피엔딩》 ... 송민우의 담임 선생님 역(특별출연)
- 2018년 JTBC 금토드라마 《제3의 매력》... 정인 역
- 2019년 OCN 주말드라마 《보이스 3》 ... 백민희 역
- 2019년 KBS 1TV 일일드라마 《여름아 부탁해》 ... 김향숙 역(특별출연)
- 2019년 JTBC 월화드라마 《꽃파당: 조선혼담공작소》... 최지영 역(특별출연)
- 2020년 JTBC 금토드라마 《우아한 친구들》 ... 최모란 역
- 2021년 카카오TV 《이 구역의 미친 X》... 이주리 역
- 2023년 채널A 월화드라마 《가면의 여왕》... 김지희 역
- 2024년 KBS 1TV 일일드라마 《결혼하자 맹꽁아!》... 강지나 역

### 영화
- 2015년 《강남 1970》 ... 주소정 역
- 2016년 《그날의 분위기》 ... 보경 역
- 2017년 《쇠파리》 ... 민수경 역

### 공연
- 2010년 《위대한 캣츠비》 ... 선 역
- 2013년 《쩨쩨한 로맨스》 ... 다림 역

### M/V
- 2007년 케이윌 - 왼쪽가슴
- 2008년 베니 - 희망고문

## 그 외 출연
- 2005 ~ 2006 KBS 2TV《날아라 슛돌이 1기》 - 매니저